# Список умерших в 1217 году
В этой статье представлен список известных людей, умерших в 1217 году.
См. также: Категория:Умершие в 1217 году

## Январь
- 17 января — Леопольд II фон Шёнфельд[нем.] — архиепископ Майнца (1200—1208), епископ Вормса (1196—1217)
- 18 января — Джованни[фр.] — кардинал-дьякон de Ss. Cosma e Damiano (с 1205), кардинал-священник de Ss. Giovanni e Paolo

## Март
- 30 марта — Фудзивара но Канефуза[англ.] — дайдзё-дайдзин Японии (1191—1197).
- 31 марта — Александр Неккам (59) — английский гуманист, писатель, энциклопедист.

## Апрель
- 2 апреля — Бурхард V фон Кверфурт, бургграф Магдебурга (1209—1243/1247).
- 3 апреля или 10 апреля — Мэтью I де Лорейн[фр.] — епископ Туля (1170—1217), убит
- 21 апреля — Аль-Мансур Абдаллах ибн Хамза[англ.] — зейдистский Имам Йемена (1197—1217)
- 23 апреля — Инге II — король Норвегии (1204—1217),
- 25 апреля — Герман I — пфальцграф Саксонии (1181—1217), ландграф Тюрингии (1190—1217)

## Май
- 20 мая — Тома — граф дю Перш (1202—1217)

## Июнь
- 6 июня — Энрике I (13) — король Кастилии (1214—1217), погиб в результате несчастного случая.

## Июль
- 20 июля
  - Изяслав Владимирович — князь пронский (1207), убит на съезде в Исадах
  - Михаил Всеволодович — князь пронский (1207—1217) с перерывами, убит на съезде в Исадах
  - Роман Игоревич — князь рязанский (1212—1217), убит на съезде в Исадах
- 22 июля — Хадмар II фон Кюнринген[нем.] — австрийский аристократ, державший под стражей в своём замке Дюрнштайн Ричарда I Львиное Сердце в 1192 году, основатель Вайтры (ок. 1201)
- 24 июля — Ченцио — Кардинал-епископ Порто (1217)

## Август
- 24 августа — Юстас — средневековый наёмник и пират французского происхождения.
- 29 августа — Хьюго I[фр.] — архиепископ Арля (1217)

## Сентябрь
- 7 сентября — Генрих II фон Петтау[нем.] — епископ Гурка (1214—1217)
- 18 сентября — Роберт I — граф Алансона (1191—1217).
- 21 сентября — Лембиту — эстонский старейшина и вождь, народный герой Эстонии, погиб в сражении при Вильянди
- 22 сентября — Каупо — ливский правитель Турайды (1200—1217), родоначальник рода Ливенов, погиб в сражении при Вильянди.
- 29 сентября — Жан де Монмирай, французский военачальник, коннетабль Франции; виконт Мо, сеньор де Монмирай, де Ла Ферте-Гоше, де Конде-ан-Бри, де Белло, д’Уази, де Кревкёр, де Беллонн, де ла Ферте-су-Жуарр, де Трем, де Ганделю, шателен Камбре.

## Октябрь
- 14 октября — Изабелла Глостерская — первая жена Иоанна Безземельного (1189—1199) жена Джеффри Фиц-Джефри де Мандевиля, 2-го графа Эссекс (1214—1216), жена Хьюберт де Бурга, 1-го граф Кент (1217), графиня Глостнрская (1183—1199, 1213—1217).
- Кампано, Пьетро — кардинал-священник Сан-Лоренцо-ин-Дамасо (1216—1217).

## Ноябрь
- 2 ноября — Филипп де Дрё — епископ Бове (1175—1217).
- 28 ноября — Ричард де Клер, 3-й граф Хартфорд — граф Хартфорд и барон Клер (1173—1217), один из гарантов Великой хартии вольностей.
- 29 ноября — Ибн Джубайр (72) — арабский странствующий поэт.

## Декабрь
- 8 декабря — Рено де Бар[англ.] — епископ Шартра (1182—1217)

## Дата неизвестна или требует уточнения
- Абд аль-Хакк I — основатель династии и первый султан Маринидов (1195—1217).
- Айлин II[англ.] — мормэр Леннокса
- Баризоне III — юдекс Кальяри (1214—1217).
- Борохул, монгольский полководец, один из девяноста пяти нойонов-тысячников и девяти нукеров Чингисхана.
- Пётр Вальдо — основатель религиозного движения вальденсов
- Ван Чуи[англ.] — основатель подшколы Юшаньпай (Школа горы Ю) школы Цюаньчжэнь, один из «семи совершенных людей»
- Герберт Пур[англ.] — епископ Солсбери (1194—1217)
- Герлах II[англ.] — первый граф Изенбурга-Коверна.
- Гильом I, граф Сансера, сеньор де Сен-Бриссон и де Ла Ферте-Лупьер.
- Давид Динанский — французский философ и теолог.
- Джигтен Сумгон — основатель буддистской школы Дрикунг Кагью
- Жан III Духовник — граф Вандома (1211—1217)
- Иегуда Хасид из Регенсбурга — основоположник направления «Хасидей Ашкеназ», еврейского мистического движения в средневековой Германии.
- Морган, незаконнорождённый сын короля Англии Генриха II Плантагенета и валлийской аристократки Несты.
- Никита Хониат, византийский историк, писатель, ритор.
- Симон Патишальский[англ.] — английский юрист, первый главный судья Верховного суда Англии (1204—1217), подготовивший проект Великой хартии вольностей
- Филипп Симонссон — баглерский претендент на трон Норвегии (1207—1217).
- Хрозната (Грозната) Тепльский — основатель монастырей, святой римско-католической церкви[1].
- Хуту, один из шести сыновей меркитского вождя Тохтоа-беки.